# Come Back to the Five and Dime, Jimmy Dean, Jimmy Dean
Come Back to the Five and Dime, Jimmy Dean, Jimmy Dean  é um filme norte-americano de 1982 estrelado por Sandy Dennis e Cher.

## Elenco
- Sandy Dennis... Mona
- Cher... Sissy
- Karen Black... Joanne
- Sudie Bond... Juanita
- Marta Heflin... Edna Louise
- Kathy Bates... Stella Mae
- Mark Patton... Joe Qualley
- Caroline Aaron... Martha
- Ruth Miller... Clarissa
- Gena Ramse... Sue Ellen
- Ann Risley... Phyllis Marie
- Dianne Turley Travis... Alice Ann